# Acanthopale perkinsi
Acanthopale perkinsi är en ringmaskart som beskrevs av San Martin 1986. Acanthopale perkinsi ingår i släktet Acanthopale och familjen Chrysopetalidae. Inga underarter finns listade i Catalogue of Life.